# Иссык-Ата (курорт)
Курорт «Иссык-Ата́» (кирг. Ысык-Ата) находится в горах Кыргызстана в Чуйской области и расположен на правом берегу горной, бурной реки Иссык-Ата, на высоте
1775 м над уровнем моря, в 78 км от Бишкека. Берега реки покрыты зарослями
облепихи, рябины, шиповника, барбариса и других кустарников. На склонах гор — субальпийские луга со множеством цветов, лекарственных трав, зарослей
кустарников и арчи.
Зима в районе курорта умеренно мягкая. Средняя температура самого холодного месяца (января) −6 °C. Этому способствует с одной стороны то, что курорт расположен в глубоком ущелье, с другой — устойчивое прогревание воздуха и почвы в солнечные дни обуславливает не очень холодную зиму. Лето — умеренно теплое, средняя температура июля 16 °C. Весна здесь по многолетним данным начинается с конца марта. Этот период характеризуется началом самого пасмурного времени года, которое продолжается до мая, и в этот период выпадает большое количество осадков. Годовая сумма осадков — 500 мм. Относительная влажность в течение года в среднем около 60 %. Наиболее сухое и солнечное время года начинается со второй половины лета и до осени. Таким образом, климат курорта горный, для которого характерно пониженное атмосферное давление, умеренные температура окружающей среды и относительная влажность воздуха и, главное, небольшая изменчивость этих метеорологических элементов, а также интенсивная солнечная радиация (число часов солнечного сияния до 1600 часов в год) со значительным содержанием ультрафиолетовых лучей, повышенная ионизация воздуха, богатая отрицательными ионами, что связано с наличием на курорте бурной реки Иссык-Ата.
В настоящее время[когда?] вместимость курорта — 800 человек, курорт обладает горным климатом, для которого характерно пониженное атмосферное давление, небольшая изменчивость метеорологических элементов, интенсивная солнечная радиация со значительным содержанием ультрафиолетовых лучей.

## История курорта
Санаторий «Иссык-Ата» является здравницей Федерации профсоюза Кыргызской Республики. Один из старейших в Средней Азии и функционирует с 1891 года.
Горячие источники, благодаря своим свойствам были известны в глубокой древности (2-3 вв. нашей эры). Долгое время курортом пользовались коренные жители, но с конца XIX века его стали посещать и европейцы. Так первым исследователем, посетившим в 1875 г. данную местность, был русский путешественник Н. В. Мушкетов, а через 10 лет здесь побывал и А. Н. Северцев, известный исследователь горных районов Средней Азии.
Первоначальные постройки и примитивная форма эксплуатации данных источников начата с 1895. В том году Семиреченским управлением Красного Креста было построено первое здание для больных и несколько деревянных палаток для купания людей у естественных выходов источников. Первое геологическое обследование и химический анализ минеральных источников принадлежат горному инженеру Г. А. Аргентову и химику Х.Тейх.
В 1918 г. Красным Крестом было построено два маленьких примитивных здания — общежития больных и здание на 12 ванн у выхода 2-го источника. В период с 1919 по 1931 гг. курорт неоднократно переходил из одного ведомства в другое и его развитию не уделялось должного внимания.
Более активное развитие курорта началось в 1931 году Советским Союзом для трудового народа, когда он был передан в ведение Кыргызского курортного управления Киргизской ССР. С 1931 по 1939 гг. построены существующие спальные корпуса 3,4,5.6,7 и 9, одноэтажная поликлиника, столовая и ванное здание «Арашан». В эти же годы был проведен водопровод и благоустроена территория.
В годы Великой Отечественной войны строительство было приостановлено и с 1941 по 1946 г.г здесь развернули отделение для больных и раненных, привезенных с фронта из госпиталей г. Фрунзе и других городов Средней Азии. Многие из них оздоровлены и отправлены на войну, а часть из них остались навсегда в братской могиле, находившейся на горке, что выше столовой.
До 1957 г. курорт был сезонным и рассчитан на 200 мест, а с введением в эксплуатацию в указанном году спального корпуса № 10 на 100 мест, курорт перешел на круглогодичное функционирование. За период с 1957 по 1982 г. на курорте построены: трехэтажный спальный корпус на 117 мест, трехэтажная поликлиника со всеми необходимыми кабинетами до 400 посещений в день, двухэтажное здание водогрязелечебницы на 20 ванн и 14 грязевых кушеток с гидропатическими и гинекологическими кабинетами, душевыми установками, здание дома культуры со зрительным залом на 400 мест, библиотекой, биллиардной и т. д.

## Лечение
Основное лечебное средство на курорте — минеральные воды под названием «Арашана», которые по своему составу однородны и представлены термальными (+52+54° С) азотными гидрокарбонатно-хлоридно-сульфатными натриевыми, слабоминерализованными (0,3 г/л) водами, относящиеся к типу Кульдурских терм.
В настоящее время на курорте функционирует 250 коек. В здравнице функционируют водолечебница и грязелечебница. Применяется торфяная привозная грязь Камышановского месторождения (Кыргызстан) в виде аппликаций, тампонов и электрогрязелечения. Здесь же размещены кабинеты гидропатии, электрогрязелечения на 4 кушетки, парафинолечение на 4 и гинекологический кабинет на 3.
Кроме того, применяются физиотерапевтические методы лечения. Так же имеются кабинеты, оборудованные гальваническими аппаратами «Поток-1», четырёхкамерными ваннами, лечебные аппараты переменного тока: Экран-2, Луч-3, УВЧ-66; 50-01, СНИМ-1, Полюс-101, Алимп-1, Искра-1 и другие, всего более 20 наименований и кабинеты со светолечебными приборами.
Таким образом, есть возможность назначать все виды электросветолечебных и ультразвуковых процедур.
Кроме того, широко используются методы функциональной терапии: массаж, утренняя гигиеническая и лечебная физическая гимнастика, дозированная ходьба.
- Состав минеральной воды
- Состав минеральной воды бювета для приёма внутрь
- Состав лечебных грязей

### Заболевания опорно-двигательного аппарата
- Артриты и полиартриты нетуберкулезного происхождения: полиартрит ревматоидный; полиартрит инфекционный определённой этиологии (бруцелезный, гонорейный, посттифозный, постгриппозный и др.); остеоартрит, остеоартроз; артрит травматический; остеохондроз позвоночника; спондилез, опондилоартроз; спондилит; остеохондрит; травматическая спондилопатия.

### Болезни нервной системы
- Болезни периферических нервов: радикулиты, радикулоневриты; ишиас; диффузилит болевой костно-плечевой синдром; полиневрит, полирадикулит; плексит, невриты; болезни вегетативной нервной системы; травмы нервов.
- Болезни и последствия травм ЦНС: минингоэнцефаломиелиты, арохноидит; энцефалит; отдельные последствия сотрясения головного мозга; смещение межпозвонкового диска; травмы спинного мозга; шейная и грудная миэлопатия; миэлит.
- Функциональные и другие болезни НС: неврозы, неврастения; вегетативно-сосудистая дисфункция; болезнь Рейно; мигрень; прогрессирующая мышечная дистрофия и др. виды гомеопатии; профессиональный невроз.

### Гинекологические болезни
- Болезни яичников, маточных труб и параметрия: хронический сальпингит и оофорит; параметрит, периметрит; тазовые спайки брюшины.
- Болезни матки и других женских половых органов: эндометрит, метрит; неправильное положение матки; инфантилизм; осложнения после хирургических вмешательств; бесплодие.

### Болезни органов пищеварения
- Хронический гастрит
- Язвенная болезнь желудка с повышенной, пониженной и нормальной секрецией
- Язвенная болезнь 12-перстной кишки
- Хронические холецеститы
- Хронические панкреатиты (вне обострения)
- Дискинезия желчных путей и желчного пузыря
- Хронические энтероколиты.

Кроме того, лечатся сопутствующие заболевания: хроническая экзема, сухие дерматиты, псориаз — чешуйчатый лишай, простатит.

## Условия
К услугам отдыхающих — 2-3 местные номера люкс и полулюкс, прекрасная столовая.
На курорте есть почтовое отделение связи, переговорный пункт (IP-телефония), спутниковое телевидение.
Прекрасно работает сотовая связь (на территории установлена приемо-передающая мачта сотового оператора).
В Бишкек 5 раз в день ходят автобусы.
На территории курорта кроме столовой работает кафе, много магазинчиков.
Рядом с санаторием работает бассейн, где за небольшую плату можно искупаться в минеральной воде с душем Шарко.
Богатейшая история Киргизской Республики, редкостные исторические памятники, самобытная культура, гостеприимство, характеризующиеся щедростью и
дружелюбием по отношению к отдыхающим — всё это располагает интенсивному развитию санаторно-курортной отрасли.
При этом важная роль должна отводится Ысык-Атинскому ущелью, поскольку оно находится на «Великом шелковом пути», возрождению которого сейчас уделяется
особое внимание, и имеет исключительные природно-климатологическое условия.
В освоении ущелья также играет роль его близость к столице республики — г. Бишкек.
- Фотографии курорта
- Второй корпус
- Столовая
- На территории санатория
- Клумба
- Клён
- Река Ысык-Ата
- Ущелье, в котором расположен курорт
- Платный бассейн вне курорта, где может искупаться любой желающий

(По данным санатория)

## Примечание
1. 1 2  https://yellowpages.akipress.org/idprofile:195081 Архивная копия от 12 января 2020 на Wayback Machine Санаторий «Ыссык-Ата»]
2. ↑  Очень интересно об Иссык-Ате. Дата обращения: 11 сентября 2009. Архивировано из оригинала 3 августа 2009 года.